# Wasserkraftwerk Heilbronn
Das Wasserkraftwerk Heilbronn ist ein Laufwasserkraftwerk am Neckar in Heilbronn und zählt mit einer Ausbauleistung von 1,7 MW zu den Kleinwasserkraftwerken. Das am Hospitalgrün 1 nahe dem Eisstadion Heilbronn gelegene Gebäude steht unter Denkmalschutz.
Das 1956 erbaute Wasserkraftwerk und ein daneben befindliches kleines älteres Wasserkraftwerk gehen auf die städtische Sägemühle aus dem 15./16. Jahrhundert zurück.

## Geschichte
Das Gebiet zwischen Bleichinsel/Hospitalgrün und Hefenweiler war das traditionelle Heilbronner Mühlenviertel. Die Stadt Heilbronn nutzte die Wasserkraft des aufgrund des Neckarprivilegs von 1333 aufgestauten Neckars in verschiedenen städtischen Mühlen. Der Neckar wurde damals durch Dämme in Wassergassen geleitet, um die Strömung zu verstärken und um immer mehr Wasserräder antreiben zu können. Der Name der in der Nähe befindlichen Dammschule leitet sich davon ab. 1451 erhielt Hans Anse aus Langenau ein Erblehen zum Bau einer Sägemühle am Fach bei der Lohmühle. 1558 erwarb die Stadt den Sägebetrieb, der danach bis ins späte 19. Jahrhundert an Pächter vergeben war.
Vom Mühlenviertel ging die Industrialisierung der Stadt aus. Bereits 1820 siedelten sich im Mühlenviertel Fabriken an, die die Wasserkraft nutzten. Dabei handelte es sich zum Teil um Neubauten, zum Teil um von der Stadt erworbene ältere Mühlenanwesen. Wasserräder betrieben die Fabrikanten Rauch, Schaeuffelen, Hauber, Hagenbucher und Knorr. Um den Antrieb der Wasserräder auch im Winter zu gewährleisten, ließ Schaeuffelen einen artesischen Brunnen bohren. Das 12 Grad warme Brunnenwasser stoppte auch im strengsten Winter eine Vereisung der Wassergassen.
Der letzte Pächter der städtischen Sägemühle war ab 1869 Friedrich Schwarzkopf. Als dieser 1875 in die Uhlandsche Sägemühle nach Nordheim wechselte, endete der städtische Sägebetrieb. Die Wasserkraft der alten Sägemühle wurde ab 1898 von der Papierfabrik Gebr. Rauch zur Erzeugung von Strom mittels Turbinen und Generatoren genutzt. 1910 oder 1922 wurde an dieser Stelle ein erstes Wasserkraftwerk gebaut. Die zwei Francis-Turbinen wurden von Voith hergestellt. Sie haben senkrechte Wellen, welche mit einer horizontalen Welle in Verbindung stehen, wodurch sie nur einen gemeinsamen Regler brauchen.
Beim Luftangriff vom 4. Dezember 1944 wurde das „Industriegebiet des 19. Jahrhunderts“ in Heilbronn zwischen Hospitalgrün und Hefenweiler zerstört. Lediglich das kleine Wasserkraftwerk und der Hagenbucher blieben erhalten. Die Portland-Zementwerke AG in Lauffen am Neckar, der Vorläufer der ZEAG, erwarb nach dem Zweiten Weltkrieg alle zuvor geteilten Heilbronner Wasserrechte und beauftragte in den 1950er Jahren an der Stelle des großen Wehrs, das zuvor den Zufluss zu den Mühlen reguliert hatte, den Neubau eines weiteren Kraftwerks, bei dem man sich der Erfahrung der vergangenen Jahrhunderte bediente. Wie man einst Wassergassen bildete, um die Strömung zu verstärken, so wurde einige Seitenkanäle des Flusses mit Trümmerschutt eingeebnet. Dadurch verstärkte sich die Strömung am verbliebenen Flussarm, wo dann das Flusswasserkraftwerk gebaut wurde, dessen Turbinen durch das Neckarwasser angetrieben werden. Im neuen Wasserkraftwerk arbeiten zwei von Escher-Wyss hergestellte Kaplan-Turbinen. Die Turbinen haben nicht wie beim alten Wasserkraftwerk einen gemeinsamen Regler, sondern weisen in diesem Fall zwei Regler auf, die die Turbinen doppelt kontrollieren. Die Generatoren und Schaltgeräte wurden von Siemens-Schuckert geliefert. Den Maschinenbaukran lieferte J. Wolff & Co.

## Beschreibung
Das Kraftwerk wurde im Auftrage der ZEAG nach Plänen von Emil Burkhardt und Paul Barth im Stil der Moderne in den Jahren 1955/1956 errichtet. Das Betongebäude wird vertikal mit Pfeilern gegliedert, die als architektonische Stütze bzw. als Widerlager (an Wänden) für das ausladende Kranzgesims dienen. Die Zwischenräume wurden mit ockerfarbenen Klinkern versehen.

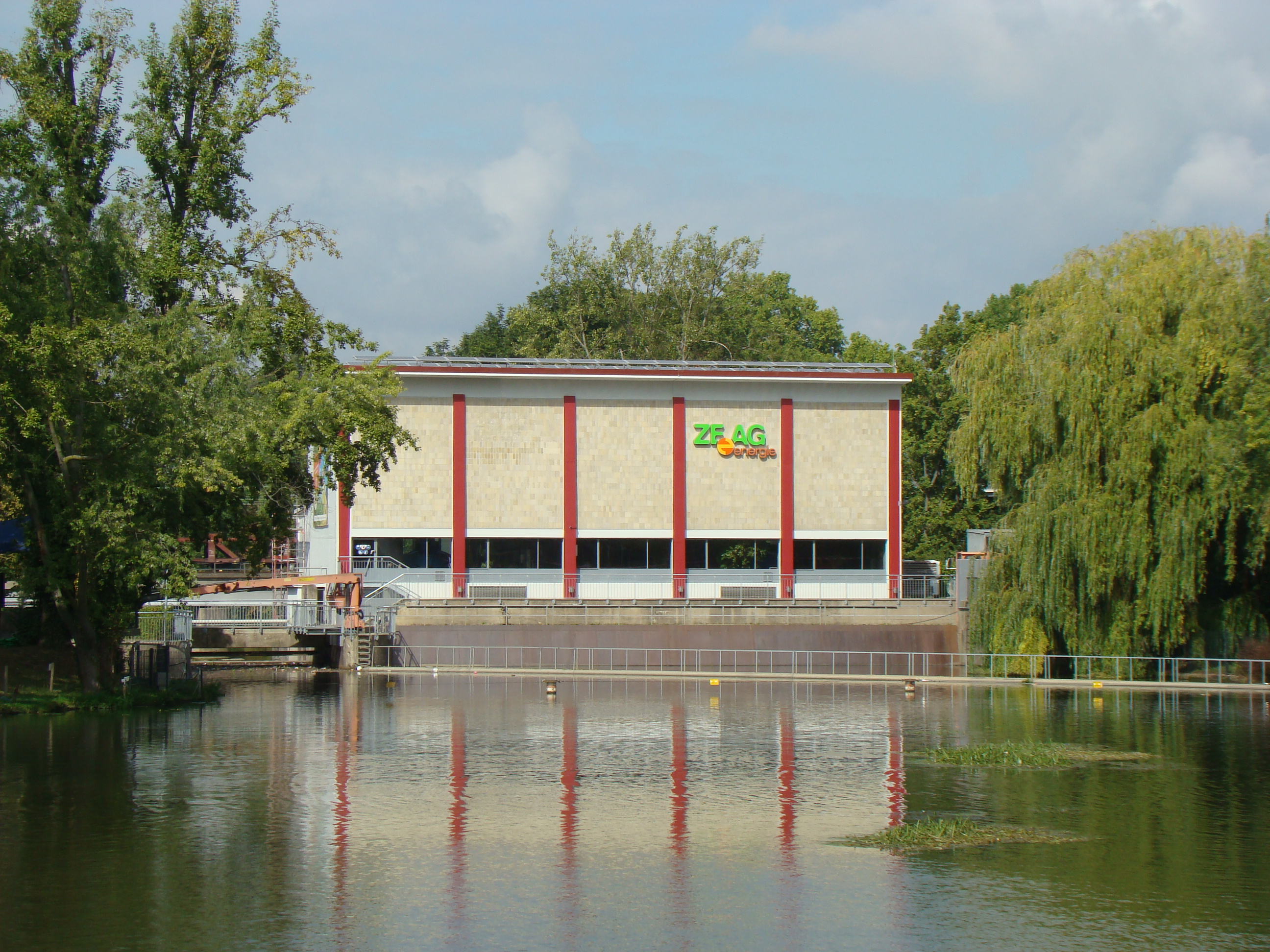
Wasserkraftwerk Heilbronn
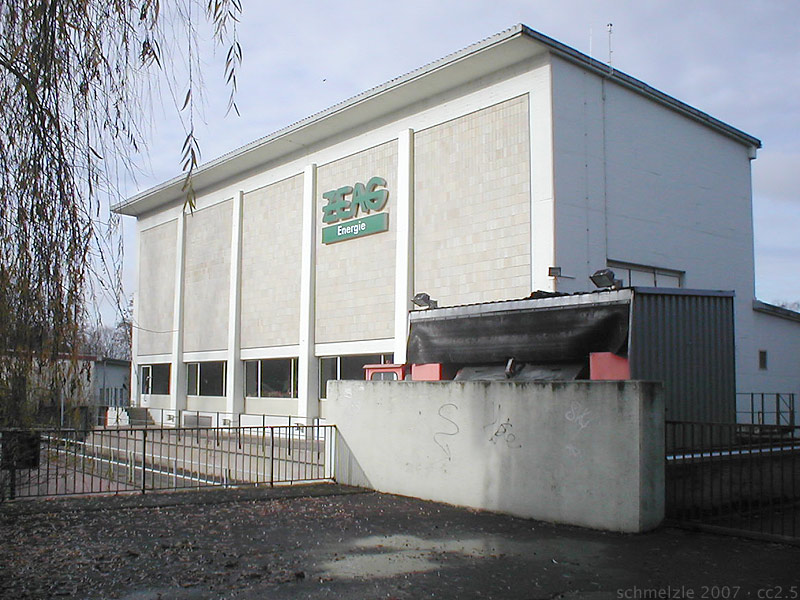
Alte Fassadengestaltung, Foto von 2008
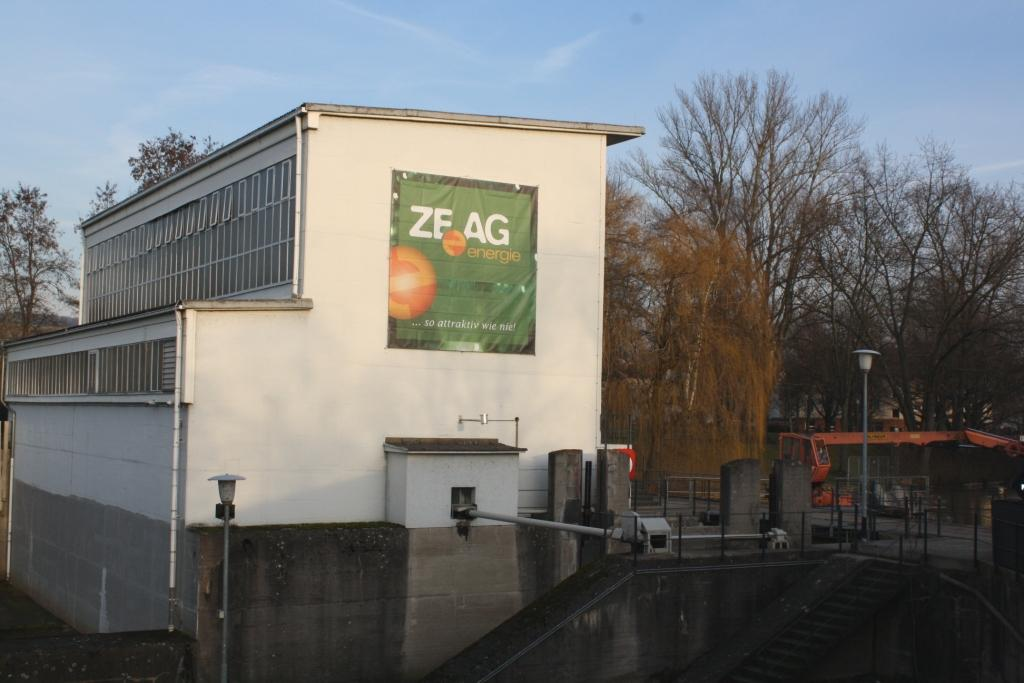
Rückwärtige Ansicht von der Kraneninsel
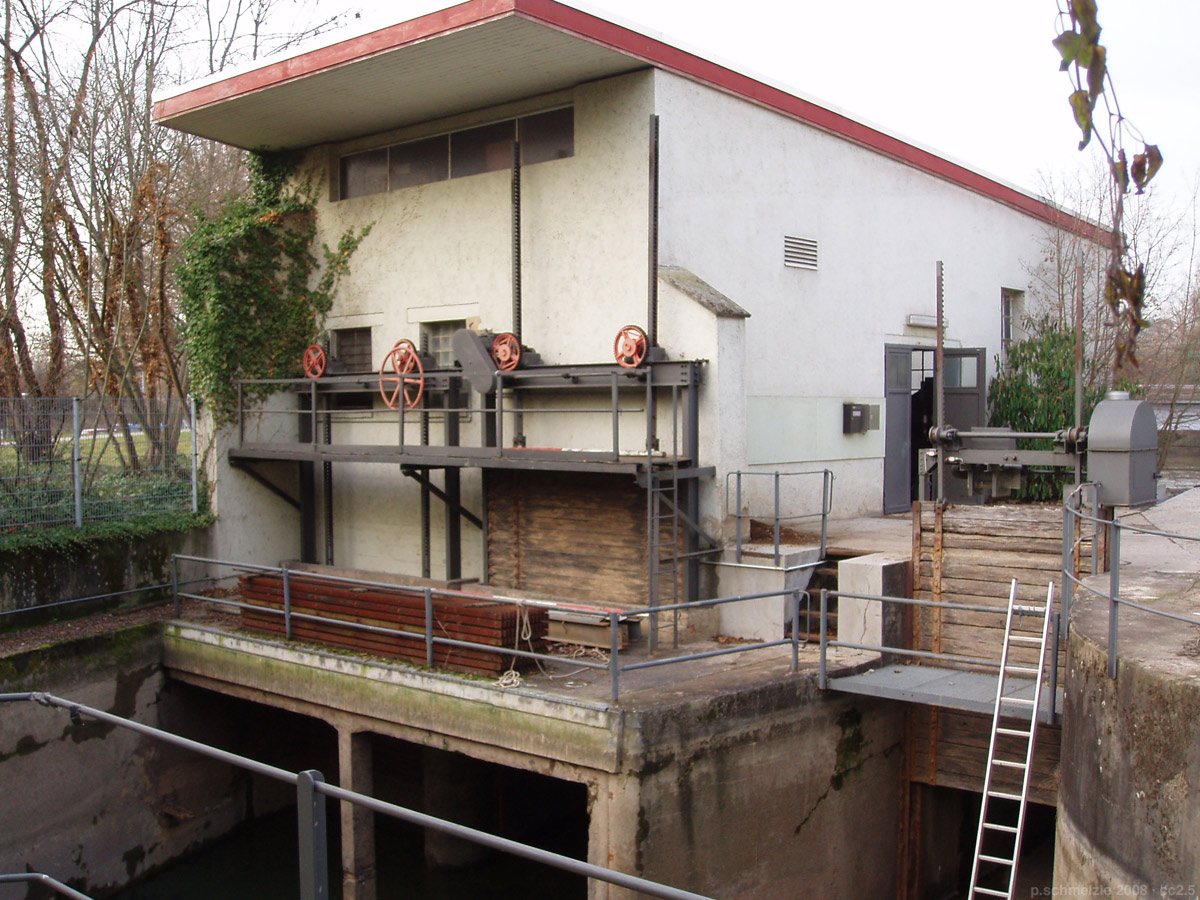
Ebenfalls erhaltenes älteres Wasserkraftwerk